# Данъчно производство
Данъчно производство може да се разгледа в тесен и широк смисъл. В тесен смисъл означава дейстивия по издаване, обжалване и изпълнение на актове на съответните органи. В широк смисъл включва и действия предшестващи издаването на актове от съответните органи и действия, които се извършват след това. От тази гледна точка данъчното производство включва: данъчна регистрация; данъчно деклариране; самото издаване на актове от компетентните органи; процедури, по които се извършва обжалване; способите за събиране и обезпечаване на публичните вземания.
Етапи:
1. Данъчно регистриране ⇒ това е форма на вписване на всички данъчни субекти в специални регистри. Регистрирането е инструмент за упражняване на контрол върху съответните лица. На данъчно регистриране полежи всеки, за който възниква задължение за плащане на данъци, произтичащо от някой от данъчните закони. Регистрацията има задължителен характер. Чрез нея всеки данъкоплатец се обхваща в единна регистрационна система. С оглед на това в НАП съществува и се поддържа регистър с база данни за всеки данъчен субект. По-конкретно за името на регистрираното лице; неговия номер, ако е чужденец, ЕГН, ако е българин; ЕИК по БУЛСТАТ; адрес на управление; дата на създаване, преобразуване, заличаване.
2. Данъчно деклариране ⇒ съдържа последователност от действия на данъчните субекти и органи, първата от които е подаване на данъчна декларация. С нея да доказват факти и обстоятелства, на базата на които се формира задължението на данъкоплатците.
3. Данъчни ревизии ⇒ Те са едит от начините за установяване на данъчните задължения. Наред с тях има още 2 начина: деклариране на факти и обстоятелства, на база на които оргарите по приходите определят дължимия данък и на основа на които лицата сами изчисляват данъчната си основа и съответно, дължимия данък.
4. Събиране на вземанията.

Декларациите се подават в съответната териториална дирекция, към която е регистрирано съответното лице. В преобладаващите случаи се подават в писмена форма чрез попълване на утвърдени образци на хартиен носител. Може да бъде подадена лично, чрез упълномощено лице, по пощата или по интернет. Декларациите, които се подават са 2 групи. Едната е обстоятелствата, на основата на които им се определя дължимия данък. Другият вид са тези, в които лицата освен, че декларират определени данни сами изчисляват данъчната си основа и съответно, размера на дължимия данък. Данъчните органи извършват само контролни функции.
Съществува разпоредба, според която служителите на органите по приходите нямат право да отказват данъчна декларация, дори когато смятат, че тя е нередовна. Те могат да откажат само, когато не е подписана от съответното лице или ако е подписана от неупълномощено лице. Повадането на декларацията се отразява в регистър. На данъчния субект се дава входяш номер и дата на подаване. Така се установява срока на подаване. При подаване по пощата декларацията се завежда с датата на пощенското клеймо. Отбелязва се и начинът на подаването ѝ. При забелязване на несъответствия между данни, получени в териториалната дирекция и тези в декларацията, съответното лице се поканва да отстрани тези насъответствия като подаде нова коригираща декларация. Това става в срок от 14 дни. Когато несъответствието засяга данни от регистъра служителите правят сами корекцията като на данъчния субект се изпраща съобщение.
Подаването по електронен път се прави чрез универсален електронен подпис. При приемането ѝ автоматично се издава входящ номер и дата, които се изпращат на подателя с електронно съобщение. Ако декларацията не отговаря на изискванията тя не се приема.